# Sonderziehungsrecht
Das Sonderziehungsrecht (SZR; englisch Special Drawing Right, SDR) ist ein 1969 vom Internationalen Währungsfonds (IWF) eingeführtes Reserveguthaben, ein Anspruch auf frei verwendbare Währungen der IWF-Mitglieder. Es ist selbst aber weder eine Währung noch eine Forderung an den IWF.
Diese Reserveguthaben werden nicht an Devisenmärkten gehandelt. Sie werden auf IWF-Konten wie Buchkredite geführt. Auch der Wechselkurs wird vom IWF festgesetzt. SZR hat den ISO-4217-Code XDR.

## Geschichte
Historisch gesehen hatte Gold als traditionelles Reservemedium den Vorzug, in allen Staaten akzeptiertes Zahlungsmittel zu sein. Die weltweite Goldförderung hielt im Lauf der Zeit aber nicht mit dem Wachstum der internationalen Liquiditätsmenge Schritt. Deswegen wurden in der Zeit nach dem Zweiten Weltkrieg vor allem der US-Dollar und auch das britische Pfund Sterling zu Reservewährungen. Dies sind Währungen, die andere Länder an Stelle der eigenen Währung verwenden können.
Der US-Dollar schien damals durch die riesigen amerikanischen Goldvorräte gedeckt und eine wertstabile Währung zu sein, zumal die USA versprachen, ausländische Dollarbestände offizieller Stellen jederzeit in Gold zu tauschen. 
Die internationale Liquiditätsmenge wurde dementsprechend durch das Ausweiten von Buchgeld in amerikanischer und britischer Währung vermehrt. In Minen nach Gold zu schürfen war zwar weiterhin eine Möglichkeit, schien aber zunächst nicht zwingend erforderlich. Das hatte für die USA und für Großbritannien den zusätzlichen Vorzug, dass sie ihre Zahlungsbilanzdefizite mit dem Neuschöpfen ihrer eigenen Währung ausgleichen konnten. Ihre Zentralbanken  brauchten nur Geld zu drucken und es in Umlauf zu bringen.
Als Ende der 1950er Jahre absehbar war, dass ausländische Dollarguthaben die amerikanischen Goldreserven übersteigen, mussten kontinentaleuropäische Staaten dem Dollar Hilfestellung leisten. Daher wurde 1963 eine fundamentale Reform des internationalen Währungssystems erwogen. Mit den Sonderziehungsrechten wurde eine neue Guthabenform geschaffen, die bargeldlos auf Sonderkonten des IWF geführt wird. Während vorher die Vergrößerung der internationalen Liquiditätsmenge durch die nationale Geldschöpfung in den USA und Großbritannien praktiziert wurde, stand nun mit den Sonderziehungsrechten des IWF ein neues Reserveguthaben zur Verfügung, die von einer international kontrollierten Institution, dem IWF, geschöpft wurde.
In Form der SZR konnte das internationale Finanzsystem zusätzliche Liquidität erhalten. Der Gouverneursrat des IWF beschloss das neue Reservemedium am 3. Oktober 1969.

## Herkunft des Namens
Ziehen (englisch drawing) bezeichnet in der Terminologie des IWF das Anfordern von Fremdwährung im Austausch gegen die eigene Währung. Ein Staat, der für die Bezahlung seiner Importe US-Dollar benötigt, kann vom IWF US-Dollar erhalten („ziehen“) und sie mit SZR bezahlen.

## Funktionsweise
Der Wechselkurs der Sonderziehungsrechte richtet sich nach einem Währungskorb, in dem die international wichtigsten Währungen (derzeit US-amerikanischer Dollar, japanischer Yen, Euro, britisches Pfund, seit 1. Oktober 2016 auch chinesischer Renminbi) gewichtet vertreten sind.
Wenn der Gouverneursrat des IWF feststellt, dass ein weltweiter Bedarf an zusätzlicher Liquidität besteht, werden den Teilnehmerländern des IWF neue SZR zugeteilt. Jedes Land hat mit seinen zugeteilten SZR ein Guthaben gegenüber dem IWF. Das Vertrauen in die Werthaltigkeit der „Retortenwährung“ SZR wird dadurch gesichert, dass jeder Teilnehmer an der SZR-Vereinbarung sich verpflichtete, bis zum Zweifachen des ihm zugeteilten Betrages SZR zu akzeptieren und dafür eigene Währung verfügbar zu machen. Auf diese Weise sind die SZR zwar nicht mit Gold hinterlegt, aber mit den Währungen mehrerer Staaten.
Guthaben in SZR sind ein Teil der Währungsreserven eines Landes. Jedes Land hat das Recht, mit SZR innerhalb bestimmter Grenzen andere Währungen zu kaufen. Deswegen können SZR auch als Devisenhilfe für einzelne in Schwierigkeiten geratene Länder verwendet werden.

## Weitere Verwendung
Außer als Währungsreserve finden Sonderziehungsrechte als Recheneinheit auch Verwendung bei:
- internationalen Haftungsansprüchen
  - Luftfahrt (siehe Luftfracht, Fluggastrechte, Montrealer Übereinkommen)[3]
  - Schifffahrt[4]
  - Ölunfällen auf See[5]
  - Landfracht (siehe Internationale Vereinbarung über Beförderungsverträge auf Straßen und Allgemeine Deutsche Spediteurbedingungen)
- Abrechnung für Zahlungen im internationalen Postverkehr (Weltpostvertrag). Der offizielle Umrechnungskurs für das Jahr 2023 gemäß Weltpostvertrag betrug 1 SZR = 1,2454 €. Bis 2003 wurde dafür der Goldfranken verwendet.
- Berechnung der Durchfahrtgebühren für den Suezkanal[6]
- schweizerisches Submissionsrecht; interkantonale Vereinbarung über das öffentliche Beschaffungswesen; Anhang 1, Schwellenwerte im Staatsvertragsbereich, Auftragswert SZR

## Zusammensetzung des Währungskorbs
Als Maßstab für die Höhe des Betrages und damit des Gewichts der einzelnen Währung dienen der Anteil des betreffenden Staates bzw. Währungsraumes am Weltexport und die in dieser Währung gehaltenen Reserven der IWF-Mitglieder. Alle fünf Jahre werden die relevanten Währungen und ihre Gewichtung vom IWF-Vorstand neu festgelegt und daraus am Stichtag die neue Zusammensetzung des Korbes bei gleichem Wert errechnet. Vor der Einführung des Euro waren Deutsche Mark und Französischer Franc Teil des Korbs.
Die folgende Tabelle gibt für jede Währung im Währungskorb das ihr zu Beginn einer Fünfjahresperiode zugeordnete Gewicht (englisch initial new weight) an. Eine Aufwertung relativ zu den übrigen Währungen im Korb während der Fünfjahresperiode lässt das Gewicht einer Währung steigen, eine Abwertung lässt es fallen. Andererseits verändert sich das Gewicht durch veränderte Anteile der Währung an Welthandel und Währungsreserven.
|                 | USD               | DEM               | FRF               | JPY             | GBP               | CNY              |
| --------------- | ----------------- | ----------------- | ----------------- | --------------- | ----------------- | ---------------- |
| 1981–1985       | 0,540 (42 %)      | 0,460 (19 %)      | 0,740 (13 %)      | 34,0 (13 %)     | 0,0710 (13 %)     | -                |
| 1986–1990       | 0,452 (42 %)      | 0,527 (19 %)      | 1,020 (12 %)      | 33,4 (15 %)     | 0,0893 (12 %)     | -                |
| 1991–1995       | 0,572 (40 %)      | 0,453 (21 %)      | 0,800 (11 %)      | 31,8 (17 %)     | 0,0812 (11 %)     | -                |
| 1996–2000       | 0,582 (39 %)      | 0,446 (21 %)      | 0,813 (11 %)      | 27,2 (18 %)     | 0,1050 (11 %)     | -                |
|                 |                   | EUR               |                   |                 |                   |                  |
| 2001–2005       | 0,557 (45 %)      | 0,426 (29 %)      | 0,426 (29 %)      | 21,0 (15 %)     | 0,0984 (11 %)     | -                |
| 2006–2010       | 0,632 (44 %)      | 0,410 (34 %)      | 0,410 (34 %)      | 18,4 (11 %)     | 0,0903 (11 %)     | -                |
| 2011–9/2016     | 0,660 (41,9 %)    | 0,423 (37,4 %)    | 0,423 (37,4 %)    | 12,1 (9,4 %)    | 0,1110 (11,3 %)   | -                |
| 10/2016–07/2022 | 0,58252 (41,73 %) | 0,38671 (30,93 %) | 0,38671 (30,93 %) | 11,900 (8,33 %) | 0,085946 (8,09 %) | 1,0174 (10,92 %) |
| seit 08/2022    | 0,57813 (43,38 %) | 0,37379 (29,31 %) | 0,37379 (29,31 %) | 13,452 (7,59 %) | 0,080870 (7,44 %) | 1,0993 (12,28 %) |

Am 30. November 2015 beschloss der Exekutivrat des IWF im Grundsatz, mit Wirkung ab 1. Oktober 2016 erstmals zusätzlich den chinesischen Renminbi (Yuan) aufzunehmen. Zugleich wurde auch die Berechnungsformel für die Gewichtung der Währungen im Korb geändert.

## Tagesaktueller Wert
Der tagesaktuelle Wert des SZR wird vom IWF ermittelt und veröffentlicht, basierend auf den Umtauschraten der Währungen, aus denen sich das SZR bildet. Es gilt die Kursnotierung der Londoner Börse um 12 Uhr. Falls die Börse in London geschlossen ist, gilt die Notierung in New York, und sollte diese ebenfalls geschlossen sein, gilt der Referenzkurs der Europäischen Zentralbank.

## Praktische Bedeutung als Reservewährung
Die Deutsche Bundesbank hält 77 % ihrer Währungsreserven in Gold und Goldforderungen, 14 % in Devisenreserven und 6 %, entsprechend 14 Milliarden Euro, in Sonderziehungsrechten (Stand September 2020).
Die Österreichische Nationalbank hält 59 % ihrer Währungsreserven in Gold und Goldforderungen, 28 % in Devisenreserven und 8 %, entsprechend 2,0 Milliarden Euro, in Sonderziehungsrechten (Stand September 2020).
Die Schweizerische Nationalbank hält 6,5 % ihrer Währungsreserven in Gold und Goldforderungen, 93 % in Devisenreserven und 0,5 %, entsprechend 4,4 Milliarden Schweizer Franken, in Sonderziehungsrechten (Stand August 2020).